# تيم بروكس
تيم بروكس (1971 بلويفيل في الولايات المتحدة - ) (بالإنجليزية: Tim Brooks)‏ هو لاعب كرة سلة أمريكي في مركز هجوم خلفي.

## وصلات خارجية
- تيم بروكس على موقع كرة السلة الأوروبية.كوم (الإنجليزية)
- تيم بروكس على موقع كلية كرة السلة في سبورتس رفرنس.كوم (الإنجليزية)